# Geoff Muldaur
Geoff Muldaur (* 12. srpna 1943 Pelham, New York, USA) je americký zpěvák a kytarista. V šedesátých letech byl členem skupiny Kweskin Jug Band a později byl členem skupiny Better Days Paula Butterfielda. Své první album, společné se svou manželkou Maria Muldaur, s názvem Pottery Pie vydal v roce 1969. Na jeho albu Is Having a Wonderful Time z roku 1975 se podílel John Cale; ve stejném roce hrál Muldaur na Caleovo albu Slow Dazzle.

## Diskografie

### Studiová alba
- Sleepy Man Blues (1964)
- Is Having a Wonderful Time (1975)
- Motion (1976)
- Blues Boy (1979)
- I Ain't Drunk (1980)
- The Secret Handshake (1998)
- Beautiful Isle of Somewhere (1999)
- Password (2000)
- Private Astronomy – A Vision of the Music of Bix Beiderbecke (2003)
- Geoff Muldaur and the Texas Sheiks (2009)
- Penny's Farm (2016)

### S Marií Muldaur
- Pottery Pie (1968)
- Sweet Potatoes (1972)